# Naizin
Naizin korábbi község Franciaországban, Morbihan megyében. Lakosainak száma 1803 fő (2018. január 1.). Naizin Kerfourn, Crédin, Réguiny, Moréac, Remungol, Moustoir-Remungol és Noyal-Pontivy községekkel határos.
2016. január 1-jén Moustoir-Remungol és Remungol korábbi községgel egyesült és az így létrejött Évellys új község része lett.

## Népesség
A település népességének változása:
| Lakosok száma | 2026 | 1887 | 1734 | 1635 | 1512 | 1676 | 1790 | 1795 | 1804 | 1803 |
|               | 1962 | 1968 | 1975 | 1982 | 1990 | 2008 | 2013 | 2015 | 2017 | 2018 |